# Inge Jensen
Inge Jensen gift Voigt (født 1946) er en tidligere dansk sprinterløber, som løb for Frederiksberg IF.
Inge Jensen vandt seks individuelle danske mesterskaber samt fire i stafetløb og fire for hold i perioden 1962-1972. Det første som 16-årig da hun var med til at vinde 4 x 100 meter for Frederiksberg IF. I 1971 satte hun sammen med Alice Wiese, Vivi Markussen og Marianne Flytting dansk rekord på 4 x 100 meter med tiden 47,3.
Inge Voigt arbejer i dag som Frederiksberg Kommunes konsulent for sproglige mindretal.

## Danske mesterskaber
- Guld 1972 100 meter 11.8
- Guld 1972  200 meter 24,6
- Guld 1972  100 meter hæk 14.7
- Guld 1971  100 meter 11,9
- Guld 1971  200 meter 24,0
- Sølv 1971  100 meter hæk 14,6
- Guld 1971 4 x 100 meter
- Guld 1971 Danmarksturneringen
- Sølv 1970  100 meter hæk 15,0
- Bronze 1970  200 meter 25,7
- Guld 1970 Danmarksturneringen
- Bronze 1969  100 meter hæk 15,2
- Guld 1969 Danmarksturneringen
- Bronze 1968  200 meter 25,3
- Guld 1968 Danmarksturneringen
- Sølv 1964  400 meter 60,2
- Guld 1963  400 meter 58,3
- Guld 1967 4 x 100 meter
- Guld 1964 4 x 100 meter
- Guld 1962 4 x 100 meter